# Барашево (Атюр'євський район)
Бара́шево (мокш. Боражвеле, ерз. Боражвеле, рос. Барашево) — мокшанський присілок у складі Атюр'євського району Мордовії, Росія. Входить до складу Мордовсько-Козловського сільського поселення.

## Топонім
Назва походить від поєднання мокшанських слів боран (баран) та веле (село).

## Населення
| 2002  | 2010  | 2020 |
| ----- | ----- | ---- |
| → 149 | ↘ 132 | ↘ 56 |

Національний склад станом на 2002 рік:
- мокша — 99 %[7]